# Diocesi di Teodosiopoli di Arcadia
La diocesi di Teodosiopoli di Arcadia (in latino: Dioecesis Theodosiopolitana in Arcadia) è una sede soppressa e sede titolare della Chiesa cattolica.

## Storia
Teodosiopoli di Arcadia, identificabile con Taha-el-Amudein, è un'antica sede episcopale della provincia romana dell'Arcadia nella diocesi civile d'Egitto. Faceva parte del patriarcato di Alessandria ed era suffraganea dell'arcidiocesi di Ossirinco.
La sede non è menzionata da Michel Le Quien nell'opera Oriens Christianus per la totale mancanza di informazioni su vescovi di questa sede nelle fonti documentarie per i primi secoli cristiani. I papiri hanno restituito il nome del vescovo Foibámmon, attribuibile agli inizi del VII secolo.
Teodosiopoli di Arcadia è annoverata tra le sedi vescovili titolari della Chiesa cattolica; la sede è vacante dal 12 settembre 1967. Il suo ultimo titolare è stato Arrigo Pintonello, ordinario militare in Italia.

## Cronotassi

### Vescovi greci
- Foibámmon † (inizio VII secolo)

### Vescovi titolari
I vescovi di Teodosiopoli di Arcadia appaiono confusi con i vescovi di Teodosiopoli di Armenia e quelli di Teodosiopoli di Tracia, perché nelle fonti citate le cronotassi delle tre sedi non sono distinte. Ulteriore incertezza è dovuta al fatto che fin dal Settecento la Santa Sede istituì anche la sede titolare di Teodosia.
- Guglielmo da Furno, O.E.S.A. † (2 dicembre 1496 - 1501 deceduto)[2]
- Jan Gniazdowski, O.Cist. † (19 dicembre 1583 - ? deceduto)
- Andrzej Wilczyński † (dopo il 13 ottobre 1608 succeduto - prima di luglio 1627 deceduto)
- Andrzej Gembicki † (10 gennaio 1628 - 19 aprile 1638 nominato vescovo di Luc'k)
- Jan Madaliński, O. Cist. † (16 aprile 1640 - ? deceduto)
- Adrian Grodecki † (12 dicembre 1644 - ? deceduto)
- Giovanni Nepomuceno Glavina † (29 novembre 1895 - 3 dicembre 1896 nominato arcivescovo titolare di Pelusio)[3]
- Vincenzo Di Giovanni † (1º aprile 1897 - 22 marzo 1901 nominato arcivescovo titolare di Pessinonte)[4]
- Celso Costantini † (9 settembre 1922 - 12 gennaio 1953 nominato cardinale presbitero dei Santi Nereo e Achilleo)[5]
- Arrigo Pintonello † (4 novembre 1953 - 12 settembre 1967 nominato arcivescovo, titolo personale, di Terracina-Latina, Priverno e Sezze)